# ナツユメナギサ
『ナツユメナギサ』は、SAGA PLANETSが制作して2009年7月31日に発売したWindows用18禁恋愛アドベンチャーゲームである。

## 概要
SAGA PLANETSの第15作目となる作品。公式HPにも掲載されている「君がいた夏。君がいない夏。君といる夏―――3つの異なる夏を過ごしながら…」という記述の通り、主人公がヒロインとの交流や、時折見る「過去にあったであろう出来事の夢」を繰り返しつつ、主人公の記憶とこの物語の真相にたどり着くアドベンチャーゲームである。
前作の『Coming×Humming!!』と同様、キャラクターデザインを有末つかさ、ほんたにかなえ、小桜りょう、せせなやうが担当している。ヒロインを含めたほとんどの女生徒の制服は、ノースリーブとなっている。

## あらすじ
本島から離れた場所に位置する常夏の街、臨海副都心「hope」。街中に植えられたヒマワリなどが年中咲き誇り、蝶の姿をした妖精が舞い、街のあちこちに「野良ペンギン」と称されるペンギンが歩いているのが当たり前の光景である人工島に、一人の少年が流れ着いた。少年の名は郡山渚、なぜかここに流れ着くまでの一切の記憶を失っていた。
大学の援助もあり白波学園に編入した渚は、「真夏のクリスマス」を1ヵ月後に控えていた白波学園での生活の中で少女達と出会いつつ、夢の中だけに出てくる「大切な人」の幻影と共に「真実の自分」と出会うため、自分の過去を模索する。そして、長い夏の終わりに渚がたどり着く自分の過去と、この物語の真実とは…？

## キャラクター

### 主要キャラクター
郡山 渚（こおりやま なぎさ）
声 - なし
主人公。hopeの海浜公園に漂着していた少年で、過去の記憶がない。現在は夢が助教を務める地元の大学からの援助もあり、白波学園に通っている。女性のような自身の名前にコンプレックスを持つ。
ある日「生徒会長」を名乗る謎の少女（つかさではない）から、3人の少女を探して欲しいと依頼され、あまり疑う素振りを見せずに引き受ける。その後、素潜り部の日誌を閲覧するなどして興味を持ち、休部だった素潜り部をヒロインたちと復活させた。
七瀬 歩（ななせ あゆむ）
声 - 佐本二厘
身長：162cm　3サイズ：B89/W57/H86
本作のメインヒロイン。主人公の住む「ヒマワリハイツ」の隣人でもある。人目を惹く容姿に、人当たりの良い性格で学内での人気はかなり高いが、家事は壊滅的でほとんど渚に依存している。
花嫁修業の他に、エッチな本を読むことが趣味。口癖は「ひくわー」。
美浜 羊（みはま ひつじ）
声 - 植原なぎさ
身長：154cm　3サイズ：B85/W55/H84
謎の少女が渚に探すよう促した人物の1人。学園内のオープンカフェ『うみねこ亭』でバイトをしている少女。渚に一目惚れし、猛アプローチをかけるようになる。よく飼い猫の「ノンポリ」と一緒にいる。
青山 つかさ（あおやま つかさ）
声 - 青山ゆかり
身長：165cm　3サイズ：B78/W56/H83
渚の先輩で、白波学園の生徒会長。根っからの委員長気質だが堅物というわけではなく、困っている人間がいたら放っておけない性格。空手（通信空手）をやっていた経験もあり、強烈なハイキックを得意とする。
老樹 真樹（ろうぎ まき）
声 - 田中美智
身長：165cm　3サイズ：B91/W58/H87
謎の少女が渚に探すように促した少女の1人。白波学園2年でオッドアイのボーイッシュ少女。両親は大学の教授で、自身も学園随一の秀才と称されている。だが授業にはほとんど出ず、原生園の奥の森林で野良ペンギンの生態研究をしている。ペンギンたちに警戒されない為、フィールドワークにはペンギンの着ぐるみを着用。正体が不明だった為、初めて会った渚に男友達の感覚で下ネタの会話を聞かされた。
遠野 はるか（とおの はるか）
声 - 美月
身長：152cm　3サイズ：B82/W56/H79
謎の少女が渚に探すように促した少女の1人。海辺に位置する教会で、メイドのアリアと一緒に過ごす少女。幼少時代から病気を抱えており、現在は教会にて療養中。親戚に遠野グループの会長がいる。かき氷が好物で、将来の夢は教会でかき氷屋を開くこと。

### サブキャラクター
大場 音々（おおば ねね）
声 - 成瀬未亜
渚、歩の同級生で、歩の親友。明るく純粋無垢な性格。あまりに幼女体型の為、周囲からは恋愛対象として見られることはないらしい。
山口 夕実（やまぐち ゆうみ）
声 - 涼森ちさと
渚の先輩で生徒会の一員で、年齢のわりにちびっ子。親友であるつかさとは名コンビ。男女の恋愛事情に敏感。弟の名前はたかし。
アリア（Aria）
声 - 春乃伊吹
はるかと生活を共にするメイド。物腰は穏やかだが、はるかに寄ってくる男性（特に渚）には容赦がない。名前は「アリア」だが実際は日本人である。
大河内 夢（おおこうち ゆめ）
声 - 民安ともえ
白波学園の非常勤教員で、養護教諭。本職は地元にある大学の助教授で、記憶を持たない渚の身元引受人を兼ねながら、カウンセラーを務める。
月島 まさき（つきしま まさき）
渚、歩、音々の同級生で「素潜り部」の部長。容姿も性格も良い好青年。
ところどころで音声は存在するが、担当している声優などは明かされていない。

## 製作スタッフ
- 原画：ほんたにかなえ、せせなやう、小桜りょう、有末つかさ
- シナリオ：新島夕、木之本みけ、若瀬諒、なたけ、藤井リルケ、姫ノ木あく
- 音楽：藤宮圭、メビウスワン
- 主題歌：I've
- ボーカル：KOTOKO、月子

## 主題歌
オープニングテーマ「bumpy-Jumpy!」
作詞・歌：KOTOKO / 作曲・編曲：中沢伴行、尾崎武士
エンディングテーマ「夏風の一秒」
作詞：KOTOKO / 作曲：メビウスワン / 歌：月子
グランドエンディングテーマ「go!go! Summer drive!」
作詞：KOTOKO / 作曲：メビウスワン / 歌：月子

## 関連商品

### ノベライズ
ナツユメナギサ
パラダイム出版、2009年11月発売、ISBN 978-4-89490-937-3

### カードゲーム
Lycee
シルバーブリッツのカードゲーム『Lycee』に参戦している。収録エキスパンションは、VisualArt's6.0など。